# Maglite

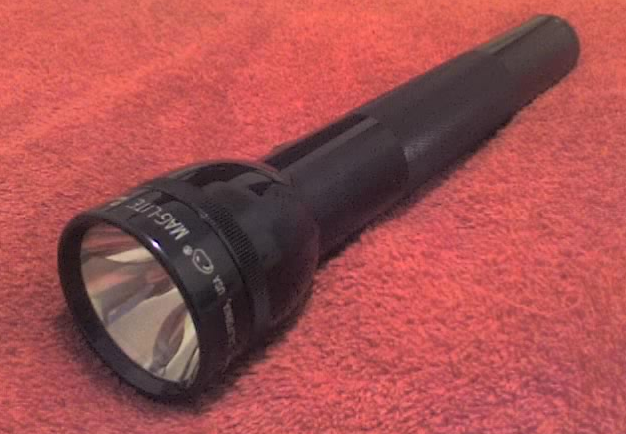
Maglite - Modelo Padrão

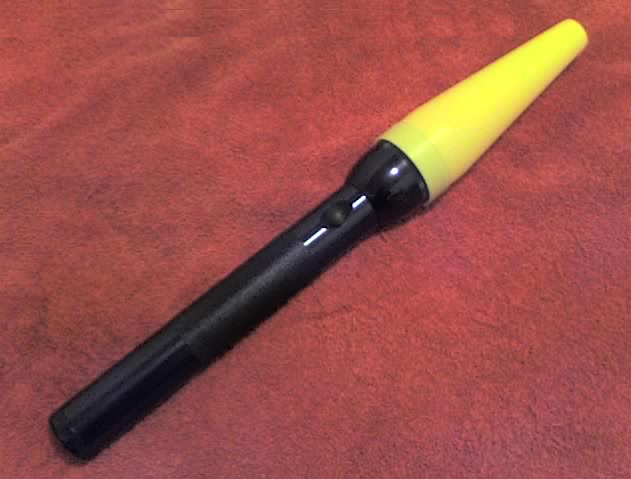
Maglite - Modelo Balizador de Aeronaves

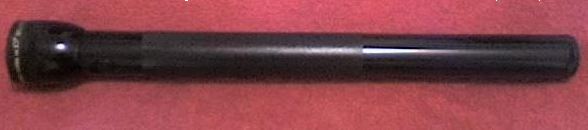
Maglite - Modelo Cassetete

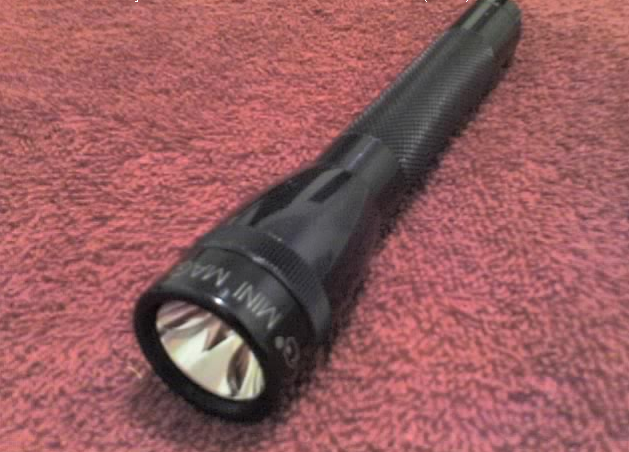
Maglite - Modelo Mini

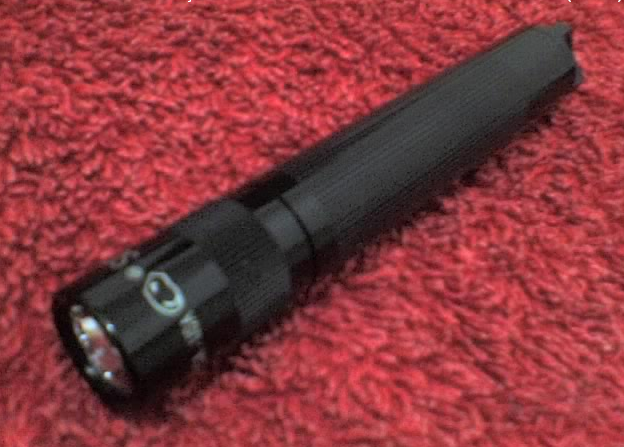
Maglite - Modelo Solitaire

Maglite é uma lanterna operacional tática confeccionada em alumínio de aviação, resistente à água e choques, com ajuste de foco de luz e certificado militar de resistência. É fabricada nos Estados Unidos. 
A Maglite faz parte de uma série de lanterna criadas pela Mag Instruments, Inc. Ontário, Califórnia. A sua introdução deu-se no ano de 1979.
São conhecidas pela sua altíssima durabilidade e resistência a choques.
Existem dois modelos que podem ser usados de forma atípica: Como cassetete e o outro como balizador de aeronaves.
Principais grupos de renome mundial utilizadores das lanternas Maglite e seus acessórios: SWAT, FBI, CRUZ-VERMELHA INTERNACIONAL e também por grupos táticos antiterror, forças armadas, policial e de emergências de todo o mundo.
A empresa Mag Instrument foi fundada por Anthony Maglica.